# Dialogue quadrilatéral pour la sécurité
Pour les articles homonymes, voir QSD et Quad.
Le Dialogue quadrilatéral pour la sécurité ou en anglais Quadrilateral Security Dialogue (QSD ou Quad) est une coopération informelle entre les États-Unis, le Japon, l'Australie et l'Inde dans les années 2000 et 2010. Elle comprend des rencontres diplomatiques et des exercices militaires. Cette coopération est vue comme une réaction contre la puissance grandissante de la Chine,,.